# دیوید ا. کسلر
دیوید ا. کسلر (انگلیسی: David A. Kessler؛ زادهٔ ۱۳ مهٔ ۱۹۵۱) وکیل اهل ایالات متحده آمریکا و از برندگان جایزه آکادمی ملی علوماست.